# Mediteransko i bliskoistočno bojište (Drugi svjetski rat)
Mediteransko i bliskoistočno bojište bilo je jedno od glavnih poprišta vojnih operacija tijekom Drugog svjetskog rata. Na vrlo velikom prostoru mediteranskog i bliskoistočnog ratišta dogodile su se međusobno povezane mornaričke, kopnene i zračne vojne operacije, koje su vođene radi nadzora nad Sredozemljem, Sjevernom Afrikom, Afričkim rogom, Bliskim istokom i Južnom Europom. Borbe na ovim bojištima trajale su od 10. lipnja 1940. godine, kada je Italija ušla u rat na strani Njemačke, do 2. svibnja 1945., kada su se sve snage Sila Osovine u Italiji predale. Međutim, borbe su se nastavile u Grčkoj - gdje su britanske trupe bile upućene da pomognu grčkoj vladi - tijekom ranih faza Grčkog građanskog rata.
Britanci su ovo ratno poprište nazvali Mediteranskim i bliskoistočnim bojištem (zbog lokacije borbi i naziva Blikoistočne komande). Amerikanci su ga nazvali Mediteranskim ratnim bojištem, a Nijemci: Mediteran, Jugoistočna Europa i Sjeverna Afrika 1939.–1941. Bez obzira na veličinu bojišta, razne vojne operacije nisu bile na razdvojenim područjima, već dio ogromnog ratnog bojišta.
Fašistička Italija imala je za cilj oblikovati novo Rimsko Carstvo, dok su britanske snage u početku imale cilj zadržati status quo. Italija je napala Grčku, ali nije nadvladala Grčku i Jugoslaviju do dolaska njemačkih snaga. Savezničke i osovinske snage sudjelovale su u „naprijed-nazad” borbama širom Sjeverne Afrike, uz borbena djelovanja Osovine na Bliskom istoku, što je prouzročilo širenje borbe na to područje. Visokoga samopouzdanja uslijed ranih dobitaka, njemačke snage su planirale pokretanje složenih napada radi zauzimanja kontrole nad Bliskim istokom, a zatim napasti južnu granicu Sovjetskog Saveza. Tijekom tri godina borbe, Sile Osovine poražene su u Sjevernoj Africi i njihovo napredovanje na Bliskom istoku bilo je zaustavljeno. Saveznici su zatim započeli invaziju Italije, što je dovelo do toga da su Talijani svrgnuli Musolinija i pridružili se Saveznicima. Duga bitka za Italiju vodila se između savezničkih snaga i Sila Osovine. Kako se strateška situacija mijenjala u jugoistočnoj Europi, britanske trupe vratile su se u Grčku.
Ovo ratno bojište imalo je najduže trajanje tijekom Drugog svjetskog rata. Rezultiralo je raspadom Talijanskog Carstva i promijenjenim strateškim položajem Njemačke, uslijed čega su njemačke divizije bile razmještene u Africi i Italiji. Ukupni njemački gubitci (uključujući one koji su zarobljeni nakon konačne predaje) bili su preko dva milijuna ljudi. Talijanski gubici iznosili su oko 177 000 ljudi, i dodatnih nekoliko stotina tisuća zarobljenih tijekom različitih vojnih operacija. Britanski gubici iznose više od 300 000 ubijenih, ranjenih ili zarobljenih, a ukupni američki gubici iznose 130 000.